# Ноймайер III
Ноймайер III (нем. Neumayer-Station III) — немецкая научно-исследовательская полярная станция института Альфреда Вегенера, расположена в Антарктиде, на шельфовом леднике Экстрём, толщиной около 200 метров, в нескольких километрах к югу от станции Ноймайер II. Названа в честь геофизика Георга фон Ноймайера. Комплект для сборки станции был перевезен на её нынешнее место в начале ноября 2007 года. Станция движется вместе с шельфовым льдом со скоростью около 200 метров в год в сторону открытого моря.
Работа над проектом станции, включая разработку концепции, оценку воздействия на окружающую среду, этапы планирования и строительства, стартовала в октябре 1999 года. Регулярная эксплуатация станции началась спустя десять лет 20 февраля 2009 года. Ноймайер III заменила станцию Ноймайер II и предшествовавшую ей станцию Георга фон Ноймайера. Ожидаемый срок службы станции составляет от 25 до 30 лет, а стоимость всего проекта оценивается в 39 миллионов евро.